# Таблице истинитости
Таблица истинитости је математичка таблица коришћена у логици — посебно у комбинацији са Буловом алгебром. Практично, таблице истинитости се користе да би утврдили да ли је предложени израз истинит за дате вредности, тј да ли је логички тачан или лажан.
Таблица истинитости је сачињена од једне колоне за сваку задату променљиву (на пример, А или Б), и једне коначне колоне за све могуће резултате логичких операција које је табела требало да представи (на пример, А, екс или Б). Сваки ред таблице садржи по једну могућу комбинацију задатих параметара и њиховог јединственог решења. Погледајте примере ради бољег разумевања.

## Унарне операције

### Логички идентитет
Логички идентитет је логичка операција на једној логичкој вредности, типично вредност тврдње, који може бити тачан уколико је вредност тачна или лажан уколико је вредност лажна.
-
Таблица истинитости за логички идентитет изгледа овако:
| p      | p        |
| ------ | -------- |
| тврдња | вредност |
| T      | T        |
| F      | F        |

### Логичка негација
Логичка негација је логичка операција на једној логичкој вредности, типично вредност тврдње , која производи вредност тачно или лажно.
Таблица истинитости за Не p (другачије ¬p, Np, Fpq, или ~p) :
| p | ¬p |
| - | -- |
| T | F  |
| F | T  |

## Бинарне операције

### Таблица истинитости за све бинарне логичке операције
Овде имамо таблицу истинитости која нам дефинише свих 16 могућих истинитосних функција за 2 бинарне вредности (P,Q су логичке вредности):
| P | Q |  | F0 | НИЛИ1 | Xq2 | ¬p3 | ↛4 | ¬q5 | ХИЛИ6 | НИЛИ7 |  | И8 | XNИЛИ9 | q10 | ако/онда11 | p12 | онда/ако13 | И14 | T15 |
| T | T |  | F  | F     | F   | F   | F  | F   | F     | F     |  | T  | T      | T   | T          | T   | T          | T   | T   |
| T | F |  | F  | F     | F   | F   | T  | T   | T     | T     |  | F  | F      | F   | F          | T   | T          | T   | T   |
| F | T |  | F  | F     | T   | T   | F  | F   | T     | T     |  | F  | F      | T   | T          | F   | F          | T   | T   |
| F | F |  | F  | T     | F   | T   | F  | T   | F     | T     |  | F  | T      | F   | T          | F   | T          | F   | T   |

Где је T = тачно и F = нетачно.
Кључ:
|    |     |      |                | Назив операције           |
| -- | --- | ---- | -------------- | ------------------------- |
| 0  | Opq | F    | лажно          | Контрадикција             |
| 1  | Xpq | НИЛИ | ↓              | Логичко НИЛИ              |
| 2  | Mpq | Xq   |                | Инверзна неимпликација    |
| 3  | Fpq | Np   | ¬p             | Негација                  |
| 4  | Lpq | Xp   | ↛              | Материјална неимпликација |
| 5  | Gpq | Nq   | ¬q             | Негација                  |
| 6  | Jpq | XI   | ⊕              | Искључива дисјункција     |
| 7  | Dpq | НИ   | ↑              | Логичко НИ                |
| 8  | Kpq | I    | ∧              | Логичко раскршће          |
| 9  | Epq | XНИ  | ако и само ако | Логички бикондиционал     |
| 10 | Hpq | q    |                | Функција пројекције       |
| 11 | Cpq | XNp  | ако/онда       | Материјална импликација   |
| 12 | Ipq | p    |                | Функција пројекције       |
| 13 | Bpq | XNq  | онда/ако       | Обрнута импликација       |
| 14 | Apq | ИЛИ  | ∨              | Логичка дисјункција       |
| 15 | Vpq | T    | тачно          | Таутологија               |

Логичке операције се могу визуализовати коришћењем Веновог дијаграма.

### Логичка конјункција
Логичка конјункција је логичка операција на две логичке вредности, типично вредности два предлога, која производи вредност тачно ако су обе операције тачне. 
Таблица истинитости за p и q (другачије написани p ∧ q, Kpq, p & q, ИЛИ p {\displaystyle \cdot } q) изгледа овако:
| p | q | p ∧ q |
| - | - | ----- |
| T | T | T     |
| T | F | F     |
| F | T | F     |
| F | F | F     |

Простим језиком, ако су обе вредности p и q тачне, онда је конјункција p ∧ q тачна, у супротном је лажна.
Може се такође рећи да ако p онда p ∧ q следи q у супротном p ∧ q следи p

### Логичка дисјункција
Логичка дисјункција је логичка операција на две логичке вредности, типично вредност два предлога, тако да дају вредност тачно уколико је бар један од операната тачан.
Таблица истинитости за p ИЛИ q (такође дефинисана као p ∨ q, Apq, p || q, ИЛИ p + q) изгледа овако:
| p | q | p ∨ q |
| - | - | ----- |
| T | T | T     |
| T | F | T     |
| F | T | T     |
| F | F | F     |

Просто српски, ако p, онда p ∨ q је p, у супротном p ∨ q је q.

### Логичка импликација
Логичка импликација и материјални кондиционал су повезани са логичком операцијом на две логичке вредности, типично вредности предлога, који има вредност лажно као су сингуларном случају када је један оперант тачан а други лажан.
Таблица истинитости повезана са материјалним кондиционалом ако p онда q (означено и као p → q) и логичка импликација p имплицира q (означено и као p ⇒ q, ИЛИ Cpq) изгледа овако:
| p | q | p → q |
| - | - | ----- |
| T | T | T     |
| T | F | F     |
| F | T | T     |
| F | F | T     |

Корисно је рећи да p → q је еквивалентно ¬p ∨ q.

### Логичка једнакост
На енглеском Logical equality,biconditional. (детањније информације на енглеској википедији)
Логичка једнакост (такође позната као бикондиционал, материјални биокондиционал) је логичка операција на две логичке вредности, типично вредност два предлога, која производи вредност тачно ако су ова операнта лажна или оба су тачна.
Таблица истинитости за p ХНИ q (такође означено као p ↔ q, Epq, p = q, ИЛИ p ≡ q) изгледа овако:
| p | q | p ≡ q |
| - | - | ----- |
| T | T | T     |
| T | F | F     |
| F | T | F     |
| F | F | T     |

Значи p EQ q је тачно ако су p и q оба тачна или оба лажна, и лажна ако имају различите истинитосне вредности.

### Искључива дисјункција
Искључива дисјункција је логичка операција на две логичке вредности, типично вредност два предлога, која производи вредност тачно ако је бар један од операната истинит тј тачан.
Таблица истинитости за p ХИЛИ q (такође означено као p ⊕ q, Jpq, ИЛИ p ≠ q) изгледа овако:
| p | q | p ⊕ q |
| - | - | ----- |
| T | T | F     |
| T | F | T     |
| F | T | T     |
| F | F | F     |

за два предлога, ХИЛИ може да се напише овако (p = 1 ∧ q = 0) ∨ (p = 0 ∧ q = 1).

### Логичко НИ
Логичко НИ је логичка операција на две логичке вредности, типично вредност два предлога, која производи вредност лажно ако су оба операнта тачна. Другим речима, даје вредност тачно ако је бар један од операната лажан.
Таблица истинитости за p НИ q (такође означено као p ↑ q, Dpq, ИЛИ p | q) изгледа овако:
| p | q | p ↑ q |
| - | - | ----- |
| T | T | F     |
| T | F | T     |
| F | T | T     |
| F | F | T     |

Често сложеније операције можемо изразити комбинацијом елементарних.
Логичко НИ је очигледно НЕ И И.
Негација конјункције: ¬(p ∧ q), и дисјункција негације: (¬p) ∨ (¬q) могу се приказати на следећи начин:
| p | q | p ∧ q | ¬(p ∧ q) | ¬p | ¬q | (¬p) ∨ (¬q) |
| - | - | ----- | -------- | -- | -- | ----------- |
| T | T | T     | F        | F  | F  | F           |
| T | F | F     | T        | F  | T  | T           |
| F | T | F     | T        | T  | F  | T           |
| F | F | F     | T        | T  | T  | T           |

### Логичко НИЛИ
Логичко НИЛИ је логичка операција на две логичке вредности, типично вредност два предлога, која производи вредност тачно ако су оба операнта лажна. Другим речима, даје вредност лажно ако је бар један од операната тачан. ↓ је такође познато као Пирсова стрелица по проналазачу , Чарлс Сандерс Перс , и назива се само задовољавајући оператор.
Таблица истинитости за p НИЛИ q (такође означено као p ↓ q, Xpq, ИЛИ p ⊥ q) изгледа овако:
| p | q | p ↓ q |
| - | - | ----- |
| T | T | F     |
| T | F | F     |
| F | T | F     |
| F | F | T     |

Негација дисјункције ¬(p ∨ q), и конјункција негације (¬p) ∧ (¬q) могу се приказати овако:
| p | q | p ∨ q | ¬(p ∨ q) | ¬p | ¬q | (¬p) ∧ (¬q) |
| - | - | ----- | -------- | -- | -- | ----------- |
| T | T | T     | F        | F  | F  | F           |
| T | F | T     | F        | F  | T  | F           |
| F | T | T     | F        | T  | F  | F           |
| F | F | F     | T        | T  | T  | T           |

Обратите пажњу на једнакост вредности за ¬(p ∨ q) и ¬(p ∧ q).
Ова једнакост је једна од, и објашњена је у Де Моргановим законима

## Коришћење
Таблице истинитости се могу користити за доказивање разних логичких еквиваленција, као на пример:
| p | q | ¬p | ¬p ∨ q | p → q |
| - | - | -- | ------ | ----- |
| T | T | F  | T      | T     |
| T | F | F  | F      | F     |
| F | T | T  | T      | T     |
| F | F | T  | T      | T     |

Ово демонстрира чињеницу да је p → q логично еквивалентно ¬p ∨ q.

### Таблица истинитости за најчешће коришћене операторе
Ово је таблица која даје дефиниције најчешће коришћених 6 операната.
| {\displaystyle P} | {\displaystyle Q} | {\displaystyle P\land Q} | {\displaystyle P\lor Q} | {\displaystyle P{\underline {\lor }}Q} | {\displaystyle P{\underline {\land }}Q} | {\displaystyle P\Rightarrow Q} | {\displaystyle P\Leftarrow Q} | {\displaystyle P\iff Q} |
| ----------------- | ----------------- | ------------------------ | ----------------------- | -------------------------------------- | --------------------------------------- | ------------------------------ | ----------------------------- | ----------------------- |
| T                 | T                 | T                        | T                       | F                                      | T                                       | T                              | T                             | T                       |
| T                 | F                 | F                        | T                       | T                                      | F                                       | F                              | T                             | F                       |
| F                 | T                 | F                        | T                       | T                                      | F                                       | T                              | F                             | F                       |
| F                 | F                 | F                        | F                       | F                                      | T                                       | T                              | T                             | T                       |

Кључ:
T = тачно, F = лажно
{\displaystyle \land } = И (Логичка конјункција)
{\displaystyle \lor } = ИЛИ (Логичка дисјункција)
{\displaystyle {\underline {\lor }}} = ХИЛИ (ексклузивно ИЛИ)
{\displaystyle {\underline {\land }}} = ХНИЛИ (ексклузивно НИЛИ)
{\displaystyle \rightarrow } = кондиционал "ако-онда"
{\displaystyle \leftarrow } = кондиционал "(онда)-ако"
{\displaystyle \iff } бикондиционал ИЛИ "ако-и-само-ако" је логичка еквиваленција {\displaystyle {\underline {\land }}}: ХНИЛИ (ексклузивно НИЛИ).
Логички оператори могу бити визуализовани помоћу Веновог дијаграма.

### Подразумеване таблице истинитости за бинарне операторе
За бинарне операторе, се такође користи скраћена форма истинитосне таблице, где називи редова и колона
указују на операторе и ћелије таблице указују на резултат. На пример Боолеан логика користи ову сажету нотацију таблицу истинитости:
| ∧ | F | T |
| - | - | - |
| F | F | F |
| T | F | T |

| ∨ | F | T |
| - | - | - |
| F | F | T |
| T | T | T |

Ова нотација је корисна поготово ако су операције комутативне, иако се може додатно спецификовати да су редови први операнд а колоне су други. Ова упрошћена нотација је поготово корисна у дискутовању логичких екстензија са више вредности, јер значајно смањује број редова који нам је другачије потребан.
Такође нам даје и прегледност.

### Таблице истинитости у дигиталној логици
Таблице истинитости се такође користе да спецификују функционалност хардверске look-up таблице(LUT)]] у дигиталној логици. За н-унос LUT, таблица истинитости ће имати 2^n вредности (или редова у гореприказаном табуларном формату), потпуно спецификујући боолеан функцију за LUT. Представљајући сваку боолеан вредност као бит у бинарни број, вредност у истинитосној таблици се може ефикасно кодирати као интеџер вредност у аутономизацији електронског дизајна (EDA) софтвер. На пример, 32-битни интиџер може да се кодира истинитосну таблицу за LUT са до 5 уноса.
Кад се користи интиџер репрезентацију за истинитосну таблицу, излазна вредност LUT се може добити рачунањем битног индекса k базираног на улазним вредностима LUT, у том случају LUT 'ова излазна вредност је k'ти бит интиџера.
На пример, да бисмо испитали излазну вредност LUT 'а датог у низу од n боолеан улазних вредности, битни индекс излазних вредности таблице истинитости може бити израчунат на следећи начин: 
ако је iти унос тачан, нека Vi = 1, у супротном нека Vi = 0. Онда ће kти бит бинарне репрезентације таблице истинитости бити i LUT'ова излазна вредност, гдеk = V0*2^0 + V1*2^1 + V2*2^2 + ... + Vn*2^n.
Таблице истинитости су једноставне и практичан начин енкодовања боолеан функција, међутим са експоненцијалним растом како се број улаза повећава, нису баш практичне и прегледне. Друге репрезентације које су више ефикасне, меморијски су текстуалне једначине и бинарни дијаграм.

### Примена таблица истинитости у дигиталној електроници
У дигиталној електроници и рачунарским наукама, таблице истинитости се могу користити да смање основне булове операције без употребе логичке капије или кода.
На пример бинарно сабирање се може представити следећом таблицом истинитости:
```
A B | C R
1 1 | 1 0
1 0 | 0 1
0 1 | 0 1
0 0 | 0 0

где

A = Први операнд
B = Други операнд
C = Пренос
R = Резултат

```

Ова таблица истинитости се чита слева надесно:
- Вредност пара (A,B) једнак је вредности пара (C,R).
- Или на овом примеру, A+B = R, са преносом C.

Обратите пажњу да ова таблица не описује логичке операторе потребне за имплементацију ове операције, пре она наглашава функцију односа вредности уноса и излаза
Ово решење може се гледати и аритметички као модуо 2 бинарног сабирања, и као логички еквивалент ексклузивном или тј ексклузивној дисјункцији.
У овом случају може се узети за само веома једноставне улазне и излазне вредности, као сто су 1 и 0, ипак како се број променљивих повећава тако ће и таблица расти.
На пример , у операцији сабирања, потребна су два операнта, А и Б. Сваки од њих може да има једну од две вредности, 0 или 1 . Број комбинација је 2х2, или 4. ТЈ, имамо 4 могућа излаза за С и R. Ако би за базу користили 3, величина би била 3х3, илити 9 могућих решења.
Први пример сабирања се зове полу-сабирач. Потпуни-сабирач добијамо када пренос из претходне операције употребимо као улаз за следеће сабирање. За то нам је потребна таблица истинитости од 8 редова како бисмо описали проблем.
```
A B C* | C R
0 0 0  | 0 0
0 1 0  | 0 1
1 0 0  | 0 1
1 1 0  | 1 0
0 0 1  | 0 1
0 1 1  | 1 0
1 0 1  | 1 0
1 1 1  | 1 1

Исто као претходно, али ...
C* = Пренос из претходног додавања

```

## Историја
Irving Anellis је урадио истраживање да покаже да је C.S. Pierce најранији логичар(1893). Цитат из текста:

Џон Шоски је, гледајући задњу страну Бертранд Раселовог предавања о Филозофији Логичког Атомизма, 1997 године открио матрице таблице истинитости. Матрица за негацију је Раселова, у складу је са матрицом за материјалну импликацију, која је дело Витгенштајна.
Показано је да један необјављени Пирсов рукопис из 1893 садржи таблицу истинитости која је еквивалентна матрици материјалне импликације коју је открио Џон Шоски. Необјављени Пирсов рукопис, за који је показано да потиче из 1883-84, у вези са Пирсовим делом „О Алгебри Логике: Допринос Филозофији Нотације“, објављеном у American Journal of Mathematics из 1885, садржи у себи пример индиректне таблице истинитости за кондиционал.